# Rudolf Bayer
Rudolf Bayer ( 7 de mayo de 1939) ha sido profesor emérito de Informática en la Universidad Técnica de Múnich desde 1972. 
Es famoso por inventar, junto con Edward M. McCreight, las estructuras de manejo de datos Árbol-B, y más tarde Árbol-UB con Volker Markl.
Recibió el premio 2001 ACM SIGMOD Edgar F. Codd Innovations Award. Y, en 2005, fue elegido miembro de Gesellschaft für Informatik.